# カシミールプリンセス号爆破事件
カシミールプリンセス号爆破事件（カシミールプリンセスごうばくはじけん）は、中華人民共和国政府がチャーターしたインド航空機カシミールプリンセス号（英語: Kashmir Princess、中国語: 克什米爾公主號）が空中爆発し不時着水したもので、中華人民共和国の政府要人を狙った航空テロとされる。
このテロは周恩来首相の暗殺を狙ったものであり、中華人民共和国と対立していた中華民国国防部秘保局に買収された中国人清掃係が、香港国際空港で発火装置を仕掛けたとされた。なお、中華民国側は事件への関与は否定しているが、中国共産党政府および香港政庁は事実であると主張している。なおアメリカ合衆国のCIAの関与があったともいわれている。

## 事件の概略

### カシミールプリンセス号

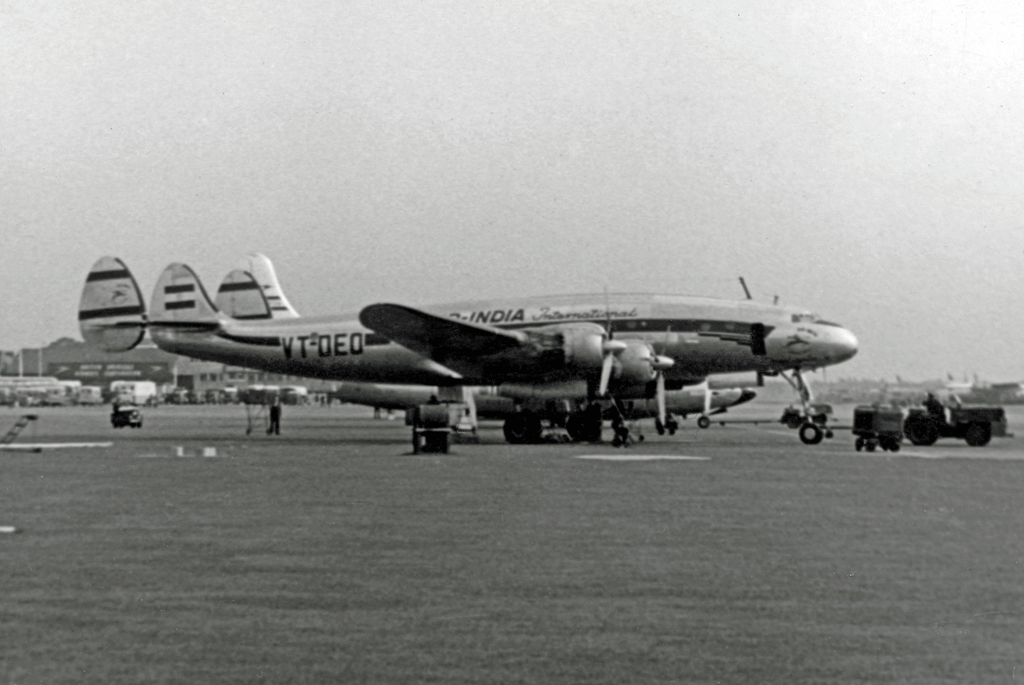
ロッキード コンステレーション（同型機）

1955年4月にインドネシアで開催が決まったバンドン会議に中華人民共和国政府も代表団を派遣することになったが、当時の中国民航は同国からインドネシアに飛行できる民間航空機を保有していなかった。
そのため、インド航空のロッキード コンステレーション（アメリカ製レシプロ4発旅客機）を、北京から香港経由でインドネシアに向かう機体としてチャーターした。この機体がカシミールプリンセス号（機体記号:VT-DEP）である。

### 破壊工作
この機は4月11日に北京を出発する予定であり、周恩来が搭乗するとみられていた。中国国民党の情報機関はカシミールプリンセス号を航空事故にみせかけて墜落させるために発火装置をしかけることに決定、香港の空港に勤めている中国人清掃員の1人を50万香港ドル（一説には60万香港ドルとも）で買収し、旅客機右翼の着陸装置の格納庫に発火装置を仕掛けさせた。

### 周恩来の動向
破壊工作は、フライトプラン当日に実行されたが、周恩来は虫垂炎の手術を受けて出発を延期したため、難を逃れた。彼が実際に中国を出発したのは4月14日のことであった。また周はインドネシアに行く前に、ビルマ（現在のミャンマー）とインドネシアの首相と会談するために、ラングーンを訪問した。この点について1994年にオックスフォード大学のスティーブ・ツァン准教授は「周は中華人民共和国の情報機関経由で暗殺計画の存在を事前に察知しており、おとりの訪問団をカシミールプリンセス号に搭乗させ、自身の日程は変更したのではないか」と指摘している。

### 墜落までの概略
カシミールプリンセス号にはバンドン会議を取材する新華社通信の記者3名とポーランドとオーストリアの通信社の記者など5名と中華人民共和国政府の派遣団6名ら乗客11名と乗員8名が搭乗していた。
4月11日に香港を出発したカシミールプリンセス号は、離陸から4時間後、南シナ海上空18,000フィートを巡航している時に爆発音とともに右翼が炎上した。この時、機長は第3エンジンを停止しフェザー状態（風車のようにする）とともに、電気系統が不作動になる前に遭難信号を発信している。
操縦乗員は白煙によって視界が利かなくなり油圧系統が機能しなくなった困難な情況のなかで、ライフジャケットを用意したうえで不時着水を試みた。しかし、機体は着水の衝撃によって大きく3つに分解して水没してしまった。結局インドネシア沿岸警備隊に救助されたのは航空機関士と航法士と副操縦士の乗員3名だけで、残りの乗員乗客16名は溺死した。なお、最後まで操縦を試みていた機長は殉職したが、インド政府から勇敢な軍人に授与されるアショーカチャクラ勲章を、民間人としては初めて与えられた。

### 事件の捜査
事件後、中華人民共和国外交部と香港総督は「事件はアメリカ合衆国と蔣介石（中華民国総統）が組織した集団による殺人行為」と主張した。また5月26日にはインドネシアの事故調査委員会からも、アメリカ製のMK-7爆弾が使用されたと発表された。
香港当局は逮捕のための有力な情報提供にたいして、10万香港ドルの報奨金を用意するとともに、カシミールプリンセス号の整備に関係した71名を尋問したが、そのうちの1人は疑いをかけられると民航空運公司の旅客機で台北に逃亡してしまった。
香港警察は「国民党に買収された中国人による犯行」と断定した。これは、逃亡した人物が、友人に事件における役割を自慢していたこと、そして香港から逃亡する前に大金を使っていたことが判明したためである。なお香港当局は中華人民共和国に被疑者を受け渡そうとしたが、中華民国当局はそれを拒否し、工作員であったことも否定した。
また「CIAが直接関与した」とする噂もあったが証拠はない。ただ1966年にアメリカ連邦上院で、「1955年に東アジアのリーダー暗殺の策謀」が証言されたほか、ソ連に逃亡したCIAのエージェントの回顧録でもそれとなく触れられているという。

## 引用
1. ↑  "Target Zhou Enlai: The `Kashmir Princess' Incident of 1955," The China Quarterly. Number 139, September 1994.

- "Air India: The Story of the Aircraft", Air Whiners, 2004-07-26
- "China marks journalists killed in premier murder plot 50 years ago" - ウェイバックマシン（2005年4月19日アーカイブ分）, Xinhua News Agency, 2005-04-11
- "China spills Zhou Enlai secret", China Daily, 2004-07-21
- Minnick, Wendell L. "Target: Zhou Enlai", Far Eastern Economic Review, 1995-07-13, pages 54–55.
- Tsang, Steve "Target Zhou Enlai: The ‘Kashmir Princess’ Incident of 1955", China Quarterly. 139. September 1994.